# Gunerius
Gunerius è un singolo della cantante iraniano-norvegese Amanda Delara, pubblicato il 5 maggio 2017.

## Tracce
1. Gunerius (Remix) – 3:27